# Tokugawa
Tokugawa (japanski 徳川, とくがわ) je jedna od japanskih dinastija šoguna, koja je osnovala šogunat Tokugawa (u razdoblju Edo, 1603. – 1867.). Šogunat Tokugawa započeo je Tokugawa Ieyasu, koji je bio saveznik Oda Nobunage.
Poslije smrti Nobunage, koji je počinio seppuku (ritualno samoubojstvo) nakon što ga je njegov general Akechi Mitsuhide napao, moć u Japanu preuzeo je njegov prvi general Toyotomi Hideyoshi. Ali ni on nije uspio zadržati šogunat za sebe. Umro je 1598., a za sobom je ostavio sina koji nije bio ni punoljetan. Tada je Tokugawa Ieyasu, koji se poslije smrti Nobunage ujedinio s Hideyoshiom, moć nad Japanom zatražio za sebe. Poslije bitke protiv svojeg najvećeg protivnika, Ishido, kojeg je pobijedio na polju Sekigahara godine 1600., tu moć je i dobio.
Šoguni Tokugawa odlikovali su se zbog svojeg dugog vladanja Japanom. Moć u Japanu držali su više od 200 godina. Sjedište njihove vlade "bakufu" bilo je u Edu (kasnije Tokio). Šoguni Tokugawa vladali su "željeznom rukom". Izdali su zakon da daimyo (vladari pokrajina) moraju imati sjedište u Edu, u kojem su se morali zadržati određeno vrijeme, a ostatak vremena su morali ostaviti ženu i djecu kao taoce tako da se nitko ne može dići protiv šogunata.
Za razliku od šogunata Hojo Shiken ili Ahikaga, šogunat Tokugawa je pao tek kad su se Japanci 1868. okrenuli i priznali japanskog cara (Tenno) kao vladara.